# Hauteville-Lompnès

Hauteville-Lompnès este o comună în departamentul Ain din estul Franței.